# لورانس لويس
لورانس لويس (بالإنجليزية: Lawrence Lewis)‏ هو محامي وسياسي أمريكي، ولد في 22 يونيو 1879 في سانت لويس في الولايات المتحدة، وتوفي في 9 ديسمبر 1943 في واشنطن العاصمة في الولايات المتحدة. حزبياً، نشط في الحزب الديمقراطي. وقد انتخب عضو مجلس النواب الأمريكي.